# Josep Corretger
Josep Corretger fou un mestre de capella i organista del s. XVIII. A finals de novembre de 1777, encarregà establir un tribunal per avaluar les capacitats dels opositors del magisteri de Santa Maria d'Igualada a Josep Carles, antic coadjutor de Josep Camins i Marià Reynés, prevere resident a Esparreguera, després de la marxa de Miquel Maronda. Els regidors, després de l'avaluació del tribunal, escolliren Josep Corretger per regir el magisteri de la parroquial. La proposta de nomenament va ser ratificada de forma immediata per dos beneficiats comissionats per la comunitat de preveres.
Poc més coneixem del pas de Corretger pel magisteri igualadí, llevat d'un litigi que va mantenir amb un prevere el 1785, fet que, potser el va menar a la seva renúncia el 1787. Entre 1794 i 1798 Josep Corretger va assumir el magisteri de l'orgue de Santa Maria de Mataró.